# Johann Friedrich Philipp Engelhart
Johann Friedrich Philipp Engelhart (auch Friedrich Engelhardt; * 16. Februar 1797 in Wildenstein bei Crailsheim; † 9. Juni 1837 in Nürnberg) war ein deutscher Chemiker. Er promovierte in Göttingen und war ab 1829 Professor für Chemie an der Gewerbeschule in Nürnberg. 
Während seines Studiums wurde er im Winter-Semester 1820/21 Mitglied der Erlanger Burschenschaft. In seiner Dissertation in Göttingen (Commentatio de vera materiae sanguini purpureum colorem impertientis natura), veröffentlicht 1825 (Göttingen: Dietrich), wies er nach, dass Eisen im menschlichen (bzw. tierischen) Blut an den Blutfarbstoff gebunden ist und durch Einwirkung von Chlor wieder entfernt werden kann. Er zeigte darin auch die für damalige Vorstellungen erstaunliche (und auf Unglauben stossende) Größe des Moleküls (Hämoglobin), an das das Eisen gebunden war: er berechnete eine Molekülmasse von 16.000 pro Eisenatom (von denen vier im Molekül waren). Das war die erste Molekülmassenbestimmung eines Proteins.  Engelhart zeigte auch, dass das Verhältnis in verschiedenen Arten gleich war.
Bekannt wurde er durch eine Wiederentdeckung der in Vergessenheit geratenen Methode, Glas mit Kupferoxid rot zu färben, womit er 1828 eine Preisaufgabe der Berliner Gewerbeakademie löste.
Wie gleichzeitig Jöns Jakob Berzelius entdeckte er, dass erhitzte Phosphorsäure ein anderes Fällungsverhalten von Eiweiß zeigt.
Er übersetzte das Handbuch der Chemie von Jean-Baptiste Dumas ins Deutsche.
Zudem gelang Engelhart 1834 nordöstlich von Nürnberg, auf dem Gebiet zwischen dem heutigen Stadtteil Buchenbühl und Heroldsberg der erste Fund eines Dinosaurierskeletts auf deutschem Boden. Der Plateosaurus wurde drei Jahre später vom Frankfurter Paläontologen Hermann von Meyer unter dem Namen Plateosaurus engelhardti beschrieben und ist heute im Senckenbergmuseum Frankfurt ausgestellt.